# Matthias Grübel
Matthias Grübel, früher auch Phon°noir (lies: Phononoir, * 27. Februar 1982 in Esslingen am Neckar) ist ein deutscher Musiker.

## Werk
Grübel produzierte ab 2004 unter dem Namen Phon°noir und ist heute unter seinem Realnamen als Theatermusiker tätig. 2006 veröffentlichte er sein offizielles Debüt Putting Holes Into October Skies auf dem belgischen Label Quatermass Records. Der Nachfolger The Objects Don't Need Us erschien im Herbst 2007 bei Sub Rosa. Seine Stücke bewegen sich zwischen Gitarrenpop, Elektronik und Musique concrète. Auch entstanden zahlreiche Phon°noir-Remixes für andere Künstler. Grübel bearbeitete unter anderem Stücke von Alexander Veljanov (Deine Lakaien) oder der amerikanischen Band Uzi & Ari neu. Seine eigenen Stücke wurden u. a. von Mikhail Karikis, Calika, Uzi & Ari und TG Mauss remixed.
Unter dem Namen Telekaster veröffentlicht Matthias Grübel außerdem instrumentale Musik, geprägt von Ambient-Texturen und Noise-Experimenten. Das Debütalbum The Silent Anagram erschien im Juni 2009 bei Panic Arrest (UK). Als zweites Bandmitglied fungiert Videoregisseur Stefan Bünnig, gemeinsam entstanden bereits mehrere Video/Musik-Arbeiten und zahlreiche Live-Events, die auf der Verbindung von Grübels sphärischen Klängen und Bünnigs minimalen Realfilmsequenzen basieren.
Gemeinsam mit dem Schriftsteller Jörg Albrecht gründete Grübel 2006 das Duo Phonofix, das Performances mit Musik, Videos und stilisiert Vorgetragenem aufführte. Nach dem gleichen ästhetischen Prinzip entstanden Hörspielarbeiten. Neben der Arbeit an Phon°noir, Telekaster und Phonofix produziert Grübel auch Musik für Theaterinszenierungen, etwa als Teil der Gruppe Copy & Waste, sowie am Maxim Gorki Theater, am Thalia Theater, Schauspielhaus Hamburg, Théâtre National de Strasbourg, an den Schauspielhäusern in Bochum und Graz sowie an den Staatstheatern in Karlsruhe, Mainz und Oldenburg. Er arbeitete unter anderem mit den Regisseuren Jan-Christoph Gockel, Falk Richter, Marius von Mayenburg und Jette Steckel.
Grübel lebt in Berlin.

## Diskografie

### Alben
- als Telekaster: The Silent Anagram, Panic Arrest, 2009
- mit Phonofix: Moon Tele Vision, Intermedium Records, 2009
- Counting Raindrops: The Remixes, phononoir.de (free download), 2008
- The Objects Don't Need Us, Sub Rosa, 2007
- No More Sad Dreams EP, Lona Records, 2007
- Putting Holes Into October Skies, Quatermass Records, 2006

### Compilations
- untitled miniature #2 auf The Silence Was Warm Vol. 2, Symbolic Interaction, 2008
- Slowdown auf Sketchbooks Volume 1, Urbanprovince Records, 2006

### Hörspiele
- Du kannst nicht immer schimmern, mein Spatz! (phonofix), Bayerischer Rundfunk, 2009.
- Hunderttausend LoFi-Lieder (phonofix), SWR2, Dschungel, 2008.
- Moon Tele Vision (phonofix), Bayerischer Rundfunk, 2008.
- Silberstreif [90s-Revival-Mix] (phonofix), gesendet bei SWR2, Dschungel, 2007.
- Vier Himmel, da (phonofix), gesendet bei: Deutschlandradio Kultur und WDR 1LIVE, 2007

## Theatermusik
- Die Versteigerung von No. 36 von Copy & Waste, West Germany Berlin, 2009
- Tri Tri Tripli / Trans Europa Exzess von Copy & Waste, Theatertage Basel, 2009
- Berlin Ernstreuterplatz von Copy & Waste, Maxim Gorki Theater Berlin, 2009
- Die Wissenden, Schaubühne am Lehniner Platz Berlin, 2009
- Hunderttausend LoFi-Lieder, Theater am Lend, Graz, 2008
- Die Wissenden – ein Trailer, Schaubühne am Lehniner Platz Berlin, 2008
- Glamourwolf, Staatstheater Mainz, 2008
- Gropiopolis von Copy & Waste (X-Wohnungen Neukölln), HAU Berlin, 2008
- H Ha Hamlet, bat, Berlin, 2008
- Blutspritzer//Silberstreif, Schaubühne am Lehniner Platz Berlin, 2007
- Wir Kinder vom Hauptbahnhof (Lehrter Bahnhof), Maxim Gorki Theater Berlin, 2007
- Die Aufzeichnungen des Malte Laurids Brigge, Junges Schauspielhaus Bochum, 2005